# TDRS-K
TDRS-K (Tracking and Data Relay Satellite-K) — ретрансляционный спутник (первый из трёх коммуникационных спутников). После начала эксплуатирования будет переименован в TDRS-11. Запущен 30 января 2013 года ракета-носителем «Атлас-5». Вес аппарата — 3,454 тонн.
Спутник будет использоваться в системе слежения и передачи данных НАСА, расчётный срок эксплуатации — 15 лет.
Спутник оснащён двумя перенаправляемыми антеннами, способными обеспечить связь с центром управления на Земле, с космическими аппаратами НАСА, в том числе МКС и космическим телескопом «Хаббл».
Аппарат находится на геостационарной орбите.